# Kubangsari (Ketanggungan)
Kubangsari is een bestuurslaag in het regentschap Brebes van de provincie Midden-Java, Indonesië. Kubangsari telt 7770 inwoners (volkstelling 2010).